# Сукновці
Сукновці (хорв. Suknovci) — населений пункт у Хорватії, в Шибеницько-Книнській жупанії у складі громади Промина.

## Населення
Населення за даними перепису 2011 року становило 67 осіб.
Динаміка чисельності населення поселення:

## Клімат
Середня річна температура становить 13,47 °C, середня максимальна – 28,69 °C, а середня мінімальна – -1,66 °C. Середня річна кількість опадів – 892 мм.
| Клімат поселення                              | Клімат поселення | Клімат поселення | Клімат поселення | Клімат поселення | Клімат поселення | Клімат поселення | Клімат поселення | Клімат поселення | Клімат поселення | Клімат поселення | Клімат поселення | Клімат поселення | Клімат поселення |
| Показник                                      | Січ.             | Лют.             | Бер.             | Квіт.            | Трав.            | Черв.            | Лип.             | Серп.            | Вер.             | Жовт.            | Лист.            | Груд.            |                  |
| Середній максимум, °C                         | 10,11            | 11,10            | 14,13            | 17,63            | 22,53            | 26,45            | 28,69            | 28,38            | 23,68            | 18,88            | 13,49            | 10,26            |                  |
| Середня температура, °C                       | 4,23             | 5,22             | 8,24             | 11,75            | 16,63            | 20,57            | 23,95            | 23,63            | 18,94            | 14,12            | 8,74             | 5,54             |                  |
| Середній мінімум, °C                          | −1,66            | −0,67            | 2,36             | 5,85             | 10,76            | 14,68            | 19,23            | 18,92            | 14,23            | 9,41             | 4,01             | 0,79             |                  |
| Норма опадів, мм                              | 73               | 67               | 71               | 79               | 65               | 65               | 43               | 54               | 84               | 93               | 108              | 90               |                  |
| Середньомісячна швидкість вітру, м/с          | 1.67             | 1.90             | 2.16             | 2.14             | 1.91             | 1.70             | 1.72             | 1.56             | 1.61             | 1.63             | 1.90             | 1.86             |                  |
| Середньомісячна сонячна радіація, кДж/м²·день | 5223             | 7951             | 11641            | 16168            | 20175            | 22457            | 24206            | 21251            | 15838            | 10209            | 5650             | 4469             |                  |
| --------------------------------------------- | ---------------- | ---------------- | ---------------- | ---------------- | ---------------- | ---------------- | ---------------- | ---------------- | ---------------- | ---------------- | ---------------- | ---------------- | ---------------- |
| Джерело:                                      |                  |                  |                  |                  |                  |                  |                  |                  |                  |                  |                  |                  |                  |